# Bleem!
Bleem!, escrito en su logo como bleem!, fue un emulador comercial de PlayStation lanzado por la Bleem Company en 1999 para Microsoft Windows.

## Historia
En los primeros pasos de la emulación de la PlayStation, bleem! fue un increíble avance en la época. Los autores alardearon repetidas veces que había sido programado en lenguaje máquina (aunque más tarde admitieron que realmente era ensamblador). Comparado con otros emuladores de la época (incluido el emulador comercial de Connectix Virtual Game Station), bleem! utilizaba mejor el hardware 3D de los PC y tenía una gran variedad de filtros para que los juegos lucieran mejor que en una consola PlayStation. Los emuladores al principio utilizaban renderizado por software, con plugins para los gráficos en 3D en estado primitivo y con bastantes errores.
Para evitar cualquier copia del emulador, los usuarios tuvieron que comprar el CD de bleem!. El CD contenía unos 35 MB con un DirectX distribuible y la versión actual de bleem!. El resto del CD solo era una protección contra copia para dificultar la copia del disco; sin embargo, se consiguió romper la protección a las 2 semanas del lanzamiento.
Cabe destacar que las actualizaciones del emulador eran gratuitas, hasta que la compañía cesó sus operaciones durante varios años, debido a pleitos legales con Sony entre otros problemas.
Desde que bleem! fue abandonado, otros emuladores de PlayStation como ePSXe o PCSX mejoraron y sobrepasaron a bleem! tanto en términos de compatibilidad con hardware, como de emulación además de otras características como los filtros. Sin embargo, estos emuladores todavía requieren un volcado (dump) de la BIOS de la PlayStation para funcionar, mientras que bleem! no.
Debido a la emulación de la memoria a bajo nivel y de otros riesgos en la tecnología usada en bleem!, el emulador no funcionaba en sistemas operativos con el núcleo de Windows NT, como Windows XP (de manera no oficial, en la red existe un parche que permite la utilización de bleem en XP).
Justo en la espera del lanzamiento de la primera versión de bleem!, fue mucha la expectación levantada sobre el emulador. La gran expectación (causada sobre todo al poder jugar a la PlayStation sobre PC sin necesidad de gastarse el dinero en una consola), tras el lanzamiento de la primera versión, defraudó a muchos compradores que vieron como en bastantes juegos, como Tekken, contenían graves glitches que los hacían injugables.
Cerca del 21 de noviembre, bleem! cerraba las puertas en una declaración publicada en su página web en la cual podíamos ver a Sonic dejando una flor sobre la tumba de bleem!. La causa de su quiebra fueron los largos juicios contra Sony que quemaron y desgastaron las arcas de la compañía, a pesar de no perder ningún juicio. Además, sus productos se actualizaban lentamente siendo bastante superados por la Virtual Game Station, incluso por emuladores gratuitos como ePSXe o PCSX. Además, el emulador no tardó mucho en ser crackeado para jugar sin necesidad de comprar un CD original de bleem!.
Justo después del anuncio de cierre de la compañía bleem!, se subastaron en eBay una gran cantidad de posesiones de la compañía, incluida la gran librería de juegos que poseía la compañía para realizar pruebas de compatibilidad.

## bleemcast!
En el e3 de mayo de 2000, la compañía bleem! sorprendió a todo el mundo con el anuncio de lanzar para la Dreamcast el emulador bleem!, el cual se llamaría bleemcast!. En la beta que se mostró se podía observar una preliminar emulación en juegos como Ridge Racer 4, Omega Boost y Gran Turismo 2. Según las primeras noticias dadas, el emulador sería capaz de hacer funcionar más de 100 juegos pero vendría en packs de GD para poder mejorar en cada GD la versión del emulador y así aumentar su compatibilidad. Además, tendría una resolución de 640 × 480, sería compatible con la VGA Box, efectos antialiasing y efectos de filtrado de texturas. Según las primeras promesas, el nivel visual sería mejor en Dreamcast que en una PlayStation 2. Como el número de botones del mando de Dreamcast era menor que el de la PlayStation, se habló del lanzamiento de mandos con el número de botones necesarios e incluso de un adaptador de mandos de PlayStation, creada por la compañía y que se llamaba Bleempod.
Un tiempo después del e3, la compañía tuvo que cambiar su objetivo de lanzar packs de GD por versiones individuales de juegos. De tal manera, que se anunciaron versiones de GD las cuales cada una sería capaz de emular solo un juego. Al principio se anunciaron que lanzarían packs de juegos importantes como Final Fantasy IX pero al final solamente anunciaron de una primera remesa de tres GD los cuales emularían el Gran Turismo 2, Metal Gear Solid y Tekken 3, los cuales fueron los únicos que al final sacó la compañía. El primero en lanzar fue el Gran Turismo 2, el 1 de mayo de 2001 a un precio de 6 dólares, mientras también se anunciaron otros GD como el del WWF SmackDown que al final no saldrían debido al cierre de la compañía.
Durante bastante tiempo, se rumoreó en Internet la existencia de una beta que fuese capaz de emular varios juegos. Después de mucho tiempo, apareció una beta llamada bleemcast! blue (también se rumoreó de la existencia de otras versiones como la red) que permitía jugar a varios juegos de PlayStation en Dreamcast en un estado precoz de emulación (aun así su calidad gráfica era bastante buena) que carecía de posibilidad de guardar partidas y de sonido, además de bastantes glitches en los gráficos pero juegos como Winning Eleven rozaban la perfección.
A pesar de sacar solo tres versiones de bleemcast!, la emulación gráfica y sonora rozaba la perfección sin ninguna ralentización, a excepción de algún glitch en los gráficos. Además, se gozaba de vibración con el correspondiente accesorio en el mando 'PuruPuru pack' y, como se prometió, los juegos gozaban de antialiasing y a 640x480, con compatibilidad con la VGA Box (alcanzando una calidad mejor que la propia PS2). Por el contrario, se tenía que formatear y utilizar una VMU entera especialmente para la bleemcast y en el GD del 'Metal Gear Solid' no se podía acceder a las VR Missions.
A pesar de la gran calidad de la emulación, el emulador no permitía utilizar otros juegos, por lo que mucha gente intentó extraer y modificar el GD. Pero las medidas de seguridad que se utilizaron (por ejemplo, anillos en el CD sin datos), dificultaron la copia de seguridad. No fue hasta el 14 de diciembre de 2009 cuando, oficialmente, se publicó una copia de seguridad funcional del bleemcast! del Gran Turismo 2. Quince días después se publicaron los backups de Metal Gear Solid y Tekken 3.